# Tilman Spohn

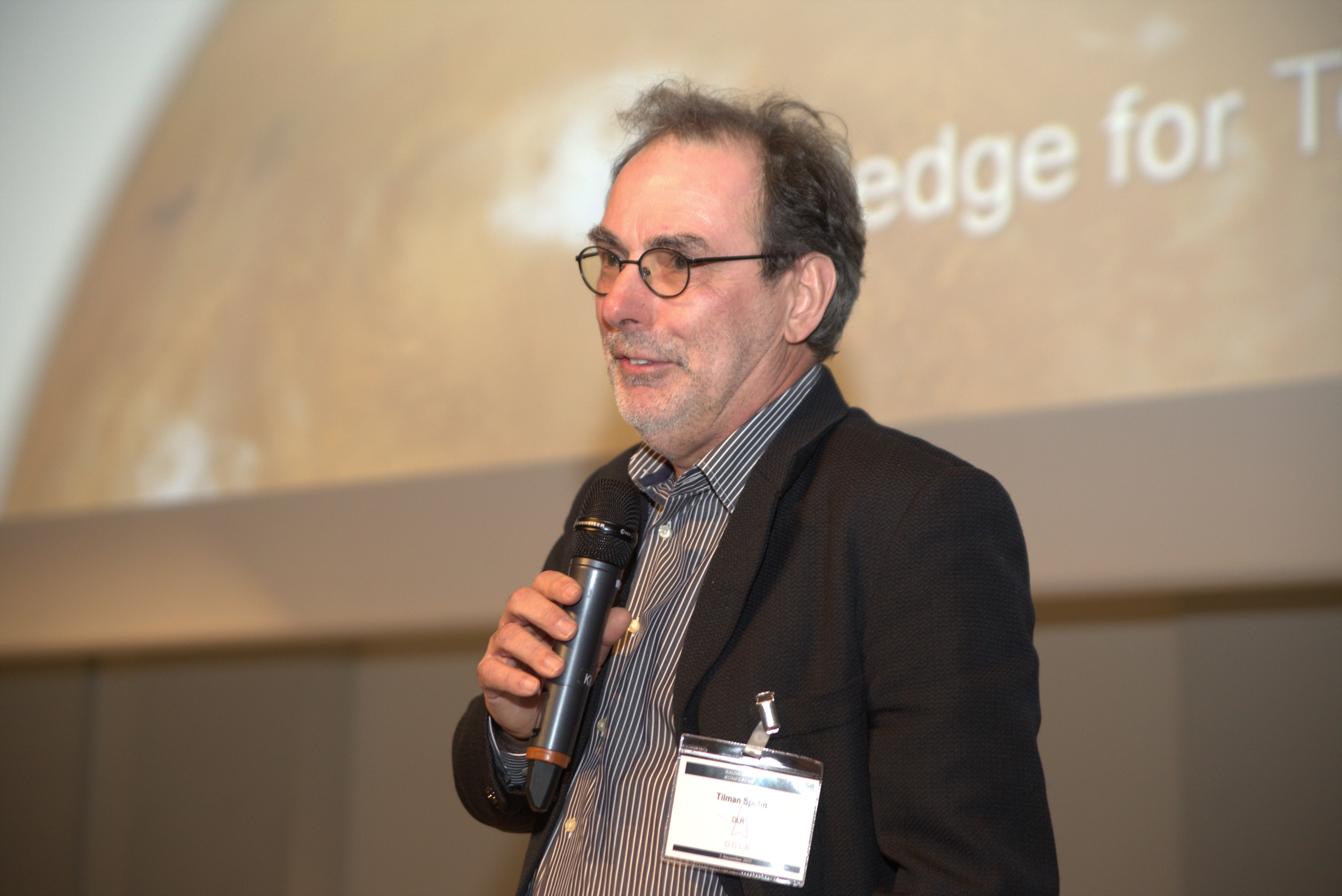
Tilman Spohn, 2017

Tilman Spohn, auch Tilmann, (* 13. Juni 1950 in Ockenheim) ist ein deutscher Planetologe und Geophysiker.

## Leben
Spohn begann 1970 ein Geophysik-Studium an der Johann Wolfgang Goethe-Universität Frankfurt am Main, das er 1975 mit Diplom abschloss. 1978 promovierte er ebenda mit der Dissertation Transformation metastabilen Basalts als mögliche Ursache epirogenetischer Bewegungen der Kruste. Von 1980 bis 1982 war er als Postdoktorand und Gastwissenschaftler an der University of California in Los Angeles (UCLA) tätig. 1984 habilitierte er sich in Frankfurt mit einer Arbeit über die thermische Evolution der Erde. Im gleichen Jahr folgte er dem Ruf auf eine Professur für Planetenphysik (später „Physikalische Planetologie“) an der Universität Münster. 1989 und 1999 hatte er Gastprofessuren an der UCLA inne. 2004 bis 2017 leitete er das Institut für Planetenforschung des DLR in Berlin. An der Universität Münster wurde er 2016 in den Ruhestand versetzt. 2019 übernahm er die Leitung des International Space Science Institute in Bern.
Er interessiert sich insbesondere für Vorgänge in Planeteninneren und dem Inneren von Monden.
Spohn leitet im Rahmen der NASA-Mars-Mission InSight das Experiment HP3 (Heat Flow and Physical Properties Package).
Er erhielt 1983 den Albert Maucher-Preis. 2011 wurde er zum ordentlichen Mitglied der Academia Europaea gewählt.

## Schriften (Auswahl)
- mit D. J. Stevenson, G. Schubert: Magnetism and thermal evolution of the terrestrial planets, Icarus, Band 54, 1983, S. 466–489
- mit Gerald Schubert, Ray T. Reynolds: The landing (s) of Philae and inferences about comet surface mechanical properties, in: Satellites (A87-23307 09-91). Tucson, AZ, University of Arizona Press, 1986, S. 224–292
- mit M. Segatz, M. N. Ross, G. Schubert: Tidal dissipation, surface heat flow, and figure of viscoelastic models of Io, Icarus, Band 75, 1988, S. 187–206
- mit G. Schubert: Thermal history of Mars and the sulfur content of its core, J. of Geophys. Res., Solid Earth, Band 95, 1990, S. 14095–14104
- mit F. Sohl: The interior structure of Mars: Implications from SNC meteorites,  Journal of Geophysical Research: Planets, Band 102, 1997, S. 1613–1635
- Planetologie, in: Bergmann-Schaefer Lehrbuch der Experimentalphysik, Band 7, De Gruyter 2001
- mit G. Schubert: Oceans in the icy Galilean satellites of Jupiter ?, Icarus, Band 161, 2003, S. 456–467
- mit D. Breuer: Early plate tectonics versus single-plate tectonics on Mars: Evidence from magnetic field history and crust evolution, Journal of Geophys. Res., Band 108 (E 7), 2003
- mit G. Schubert, J. D. Anderson, W. B. McKinnon: Interior composition, structure and dynamics of the Galilean satellites, in: Jupiter: The planet, satellites and magnetosphere, Band 1, Cambridge UP  2004, S. 281–306
- mit H. Hussmann, F. Sohl: Subsurface oceans and deep interiors of medium-sized outer planet satellites and large trans-neptunian objects, Icarus, Band 185, 2006, S. 258–273
- mit J. Biehle u. a.: The landing (s) of Philae and inferences about comet surface mechanical properties, Science, Band 349, 2015, Nr. 6247